# Hårtørrer
En hårtørrer er et elektromekanisk apparat, der blæser varmt luft over vådt hår, så vandet fordamper og tørrer håret. Hårtørrere gør det nemmere at styre formen og stilen på håret ved at accelerere og kontrollere dannelsen af midlertidige hydrogenbindinger på hver enkelt hår. Disse bindinger er stærke, men midlertidige og meget sårbare overfor luftfugtighed, og forsvinder når håret bliver vasket.[kilde mangler]
Hårtørren blev opfundet i slutningen af 1800-tallet. Den første model blev skabt af Alexander F. "Beau" Godefroy i han salon i Frankrig i 1890. Den håndholdte hårtørrer blev føst lanceret i 1920. Hårtørrere bruges i skønhedsklinikker af professionelle stylister og af private forbrugere i deres hjem.[kilde mangler]

## Eksterne henvisninnger
- Wikimedia Commons har flere filer relateret til Hårtørrer

| Maskiner | Spire Denne artikel om maskiner, maskindele og apparater er en spire som bør udbygges. Du er velkommen til at hjælpe Wikipedia ved at udvide den. |